# Российская кинологическая федерация
Сою́з обще́ственных кинологи́ческих организа́ций — Росси́йская кинологи́ческая федера́ция (СОКО РКФ) — российская некоммерческая кинологическая организация, объединяющая 4 кинологические федерации, в которых суммарно состоят около пяти миллионов заводчиков и владельцев породистых собак в России. СОКО РКФ координирует кинологическую деятельность организаций-членов.
Крупнейшая кинологическая организация в России. Зарегистрирована в 1996 году.

## История
С 1966 по 1985 год присвоение экспертных званий в системе охотничьего и любительского собаководств проводилось Всесоюзной квалификационной комиссией при Всесоюзном кинологическом совете Минсельхоза СССР. В дальнейшем этим занимались квалификационные комиссии самих обществ. Квалификация по служебному собаководству осуществлялась в системе ДОСААФ/РОСТО. Каждое общество (клуб) выдавало свои родословные, единая база по культивируемым в стране собакам отсутствовала. При этом кинологические организации СССР существовали отдельно от Международной кинологической федерации (FCI), договоров о взаимном признании не было. Так ею не признавались родословных собак из СССР, советские эксперты, результаты советских выставок, испытаний и состязаний.
В 1989 году на Всесоюзном кинологическом совете собаководы решили, что необходимо вступить в FCI. Членство в FCI позволило бы легализовать в мире родословные на собак советского разведения, открыло бы возможность их участия в международных выставках, предоставило бы право на получение титулов международных чемпионов и сделало бы правомочным судейство российских экспертов за рубежом. Однако от страны вступить в FCI могла лишь одна кинологическая организация, имеющая единую базу данных и централизованно ведущая родословные. Кроме того, деятельность такой организации должна была соответствовать уставу FCI, положениям о племенной и выставочной работе и о судьях.
15 апреля 1990 года представители любительских обществ из всех советских республик учредили Всесоюзную федерацию любительского собаководства. А 25 мая 1990 года была образована Всесоюзная кинологическая федерация (ВКФ). Предполагалось, что в каждой республике будут вести свои единые родословные книги по каждой породе собак, которые станут составной частью Всесоюзных единых родословных книг. В июне 1990 года  ВКФ подала заявку о вступлении в FCI. Однако в FCI от СССР поступили заявки от несколько кинологических объединений.
12 сентября 1991 года прошла учредительная конференция по образованию Российской кинологической федерации как республиканского отделения Всесоюзной кинологической федерации (ВКФ, ликвидирована в феврале 2006 года). 10 октября 1991 года Устав РКФ был зарегистрирован в Минюсте РФ, а в FCI было направлено письмо с просьбой рассматривать РКФ в качестве правопреемника ВКФ.
В декабре 1995 года в Вене заключён договор между FCI и РКФ о контрактном партнёрстве.
В марте 1996 года Минсельхозпрод РФ предоставил РКФ право на ведение единых родословных книг по всем культивируемым в стране породам собак; выдачу родословных единого образца, в том числе экспортных; установление правил разведения, экспертизы и дрессировки собак, в том числе полевых испытаний и состязаний для собак охотничьих пород; подготовку, аттестацию и переаттестацию экспертов-кинологов; утверждение стандартов на отечественные породы собак; кинологический контроль при вывозе собак за рубеж; представительство в международных кинологических организациях.
С принятием 19 мая 1995 года закона «Об общественных объединениях» понадобилось пройти перерегистрацию в Минюсте РФ всем организациям: Российская федерация служебного собаководства (РФСС), Российская федерация любительского собаководства (РФЛС), Российская федерация охотничьего собаководства (РФОС), Ассоциация независимых кинологических организаций России (АНКОР).
В августе 1996 года РКФ зарегистрирована в форме союза общественных организаций. Тогда же её членами стали три федерации и присоединившаяся к ним позднее АНКОР (впоследствии ОАНКОО).
В 1997 году подписан договор о взаимодействии между РКФ и национальными кинологическими организациями Белоруссии и Латвии, подписавшими контракты о партнёрстве с FCI.
В декабре 1999 года РКФ заключила договор об ассоциированном членстве в FCI.
С 2002 года выпуск родословных, в том числе внутренних, стала производить только РКФ, а не её организации-члены. В итоге 26 мая 2003 на генеральной ассамблее FCI в Дортмунде РКФ становится действительным членом FCI.

## Члены федерации
Членами Российской кинологической федерации являются 4 кинологические организации: три федерации и ассоциация. Каждая организация объединяет клубы и кинологические питомники. Согласно уставу РКФ её членами могут быть юридические лица — кинологические общероссийские общественные объединения. В отличие от других стран, где кинологические клубы напрямую входят в национальную организацию кинологов, в России клубы могут вступить только в одну из четырёх федераций, которые являются членами Российской кинологической федерации.
| Организация                                                                                         | Члены      | Руководитель                                             | Сайт        | Примечание                                                                      |
| --------------------------------------------------------------------------------------------------- | ---------- | -------------------------------------------------------- | ----------- | ------------------------------------------------------------------------------- |
| Российская федерация служебного собаководства (РФСС)                                                | 450 клубов | В. А. Александров (с 2005 года)                          | rfss.org.ru |                                                                                 |
| Российская федерация охотничьего собаководства (РФОС)                                               |            | Е. Г. Домогацкая (с марта 2016 года), ранее А. А. Клишас | rfos.info   | С 13 апреля 2016 года по 30 марта 2018 года РФОС была исключена из состава РКФ. |
| Российская федерация любительского собаководства (РФЛС)                                             |            | В. С. Голубев (с 31 июля 2019 года)                      |             |                                                                                 |
| Общероссийская ассоциация независимых кинологических общественных объединений (ОАНКОО, ранее АНКОР) |            | В. С. Голубев                                            | oankoo.com  |                                                                                 |

При создании в 1996 году РКФ основной организацией в её составе была федерация любительского собаководства (РФЛС). В РФЛС в свою очередь входили кинологические организации, ранее состоявшие во Всесоюзной федерации любительского собаководства (ВФЛС), созданной 15 апреля 1990 года с целью вступления в Международную кинологическую федерацию. На 2013 год РФЛС являлась самой крупной организацией в РКФ.
На 2016 год в племенной книге РКФ было зарегистрировано порядка 7 миллионов собак, более 4500 кинологических клубов, около 14 700 питомников из 70 регионов России.

## Управление
Президент
Избирается представителями федераций-членов РКФ на общем собрании.
- с сентября 1991 по февраль 2000 — Е. Л. Ерусалимский
- с февраля 2000 про февраль 2001 —  Р. Р. Хомасуридзе
- с февраля 2001[7] по июль 2018 — А. И. Иншаков
- c июля 2018 — В. С. Голубев

Правление
Состоит из 5 человек, из которых президент входит по должности, а 4 избираются общим собранием организаций-членов РКФ. Избирается каждые 5 лет. Состав правления с 29 августа 2018 года: В. С. Голубев, О. Б. Гаськова, П. Н. Ролдугин, А. Н. Синяк, П. И. Хейфиц.
Президиум
Состоит из представителей всех организаций-членов РКФ. Количество представителей каждого члена РКФ может быть от 1 до 3 человек. Президент РКФ по должности является членом президиума. Избирается каждые 5 лет. Состав президиума с 29 августа 2018 года:
| Организация-член                                                              | представители                                           |
| ----------------------------------------------------------------------------- | ------------------------------------------------------- |
| Российская федерация служебного собаководства                                 | В. А. Александров, Л. В. Галиаскарова, Т. В. Григоренко |
| Российская федерация охотничьего собаководства                                | Е. Г. Домогацкая, А. А. Солдатов, Р. Р. Хомасуридзе     |
| Российская федерация любительского собаководства                              | Е.С. Купляускас, Н. Б. Седых, А. В. Никитин             |
| Общероссийская ассоциация независимых кинологических общественных объединений | В. С. Голубев, Н. А. Деменёв, Н. Г. Харатишвили         |

Комиссии
В федерации созданы комиссии по разным направлениям: 
- Племенная комиссия
- Выставочная комиссия
- Комиссия по рабочим качествам охотничьих собак
- Комиссия по дрессировке и испытаниям рабочих качеств собак
- Квалификационная комиссия РКФ судей и специалистов по рабочим качествам и спорту
- Квалификационная комиссия судей РКФ по экстерьеру
- Комиссия по стандартам

## Деятельность

### Племенная работа
Племенная работа в РКФ ведется «с распределением пород в соответствии с их классификацией FCI и традиционным использованием в России» (согласно «Положению о племенной работе с породами собак в системе РКФ»).
Создан единый компьютерный банк данных, ведется единая племенная книга, выработана единая форма родословных, введена единая система клеймения собак, ведется единая регистрация питомников и заводских приставок. На щенячьих карточках, выданных РКФ, обязательно присутствует эмблема РКФ и наименование и адрес кинологической организации, выдавшей документ (обычно это клуб или питомник, зарегистрированный в РКФ). Родословные РКФ обязательно имеют несколько степеней защиты, голограмму, эмблемы РКФ и FCI.
Благодаря единой системе клеймения и базе данных, в случай потери животного с клеймом, нашедший может обратится в РКФ, чтобы найти заводчика или владельца найденной собаки и вернуть ее хозяину.

### Обучение
При РКФ действует Школа юного хендлера, которая была основана Российской кинологической федерацией в 1994 году. В настоящее время школа предоставляет бесплатное обучение для детей от 9 до 17 лет.
Учебный центр РКФ проводит круглогодичные кинологические заочные курсы подготовки специалистов:
- Судья по породе — Стажёр (заводчик, специалист по организации племенного дела)
- Судья по рабочим качествам — Стажёр (инструктор, помощник инструктора, помощник судьи в защитном разделе)[11]

### Благотворительная деятельность

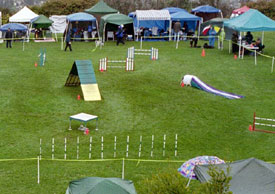
Соревнования по аджилити

СОКО РКФ занимается благотворительной деятельностью в сфере экологии и охраны окружающей среды. Оказывается помощь приютам для бездомных животных и осуществляет стерилизация бездомных собак.

### Развитие кинологических видов спорта
РКФ также занимается развитием и поддержкой таких кинологических видов спорта в России, как: аджилити, обидиенс, фристайл (танцы с собаками), мондьоринг, флайбол, IGP, IGP-FH, IRO, курсинг, ОКД, ЗКС.
Департамент дрессировки и спорта РКФ отвечает за формирование сборных команд от России на чемпионаты мира по данным видам спорта, а также занимается оформлением спортивных титулов, аттестацией судей по рабочим качествам собак, отчетными документами по спортивным испытаниям и соревнованиям.
За последние несколько лет Российская Кинологическая Федерация стала организатором таких престижных международных состязаний, как Чемпионат Мира по обидиенс (2016 год, Москва), Чемпионат Мира по Мондьорингу (2018 год, Москва), а также соревнований международного уровня по танцам с собаками (кинологическому фристайлу) и флайболу в рамках проведения Всемирной Выставки Собак (World Dog Show 2016) в «Крокус Экспо».
В 2021 первом году Россия станет страной-организатором самых престижных соревнований по аджилити — Чемпионата мира по версии Международной Кинологической Федерации (FCI).

### Кинологические мероприятия

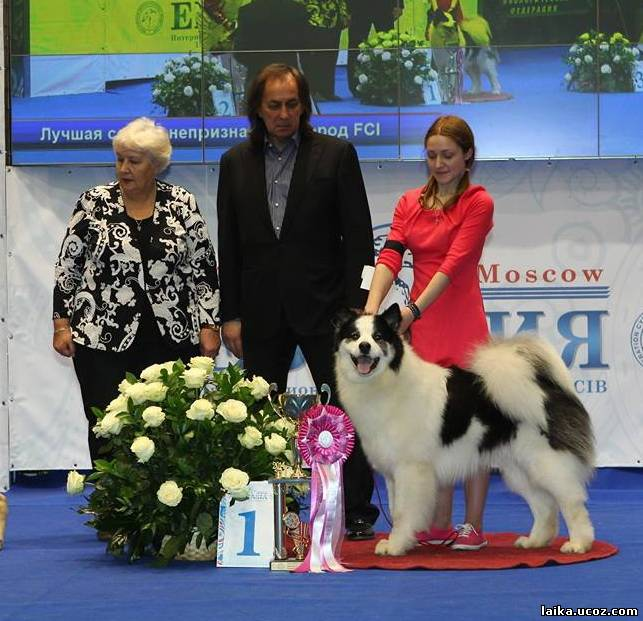
Победитель конкурса «Гордость России», Лучшая собака непризнанных пород FCI — «Евразия-2014» — Якутская лайка Чимги Тура Буранбай

Ежегодно РКФ проводит три выставки. Выставки проводятся в Москве.
- выставка Выставка «Евразия» — самая крупная выставка собак в России
- выставка «Мемориал А. П. Мазовера»
- выставка «Россия». Жюри выставки присуждает титул «Чемпион России» лучшему кобелю и лучшей суке породы, а в классе юниоров титул «Юный чемпион России».

В 2011 году Российская кинологическая федерация выиграла право проведения World Dog Show 2016 года, прошедшего 23—26 июня в Москве, в рамках которого прошли соревнования ранга Чемпионат Мира по спортивным дисциплинам: по танцам с собаками и обидиенс. А также международные соревнований по флайболу и международного чемпионата среди терьеров «Интерра».
В 2018 году РКФ провел Чемпионат Мира по Мондьорингу (служебная дисциплина, включающая в себе защитный раздел, прыжки и послушание), который был признан участниками и судьями лучшим по уровню организации.

## Породы собак
По состоянию на июль 2017 года Международная кинологическая федерация признаёт 344 породы собак (из них 9 признаны условно). Племенное положение РКФ содержит 234 породы, в том числе 213 включены в номенклатуру FCI.
РКФ различает 10 групп пород. Такая классификация принята и FCI.
1. Пастушьи и скотогонные собаки, кроме швейцарских скотогонных собак
2. Пинчеры и шнауцеры, молоссы, горные собаки и швейцарские скотогонные собаки
3. Терьеры
4. Таксы
5. Шпицы и породы примитивного типа
6. Гончие, гончие по кровяному следу и родственные породы
7. Легавые собаки
8. Ретриверы, спаниели, водяные собаки
9. Собаки-компаньоны, декоративные собаки
10. Борзые